# 百瀬俊哉
百瀬 俊哉 （ももせ としや、Momose toshiya、1968年10月12日 - ）は日本の写真家。
東京都出身。九州産業大学大学院芸術研究科修了。
世界の都市風景を撮影している。ニューヨーク、東京、上海、イスタンブール、ブエノスアイレス、ハバナの作品を既に発表。都市に存在する「からっぽの風景」をテーマに、一貫した姿勢で作品を制作している。2002年、写真集「東京＝上海」で第21回土門拳賞を受賞した。現在、九州産業大学芸術学部で教鞭をとっている。

## 主な展覧会
- 1994年 「SILENT CITY」 銀座ニコンサロン
- 1996年 「American Southwest」 銀座ニコンサロン
- 1997年 「ハイパーリアル・トーキョー」 新宿コニカプラザ
- 1998年 「EAST=WEST」 新宿パークタワー
- 1999年 「グランド上海」 新宿コニカプラザ
- 2001年 「Crosscity～イスタンブール」新宿ニコンサロン
- 2002年 「東京＝上海」 銀座ニコンサロン
- 2004年 「Concerto ブエノスアイレス」 コニカミノルタプラザ
- 2006年 「NEVER LAND マイ・ハバナ」コニカミノルタプラザ
- 2009年 「インド照覧」東京都写真美術館〜旅展〜
- 2012年 「Land's End  North×South」 コニカミノルタプラザ
- 2013年  「Silent Cityscapes」ブリッツ・ギャラリー
- 2025年   「Silent Scape　静寂の風景」ブリッツ・ギャラリー
- 2025年   「地の理【Chinokotowari】セレニッシマ / ヴェネチア」ソニーイメージングギャラリー銀座

## 著作
- 写真集  EAST＝WEST　 西日本新聞社
- 写真集  東京＝上海　西日本新聞社
- 写真集　Concertoイスタンブール～ブエノスアイレス　窓社
- 写真集　Never land-マイ・ハバナ　窓社
- 写真集　インド照覧　窓社
- 写真集　Land's End North x South　窓社

## 受賞歴
- 1996年　第7回コニカ写真奨励賞受賞 (コニカ画像科学振興財団)
- 2000年　日本写真協会新人賞受賞 (社団法人 日本写真協会)
- 2002年　第21回土門拳賞受賞 (毎日新聞社)
- 2009年　福岡県文化賞 (福岡県)
- 2020年　福岡市文化賞（福岡市）

## 作品収蔵
- 清里フォトアートミュージアム
- 東京都写真美術館
- 九州産業大学美術館

## 公式サイト
- 百瀬俊哉公式サイト